# Macrobiotus punctillus
Macrobiotus punctillus är en djurart som tillhör fylumet trögkrypare, och som beskrevs av Pilato, Binda och Azzaro 1991. Macrobiotus punctillus ingår i släktet Macrobiotus och familjen Macrobiotidae. Inga underarter finns listade i Catalogue of Life.